# 百合ケ丘 (守谷市)

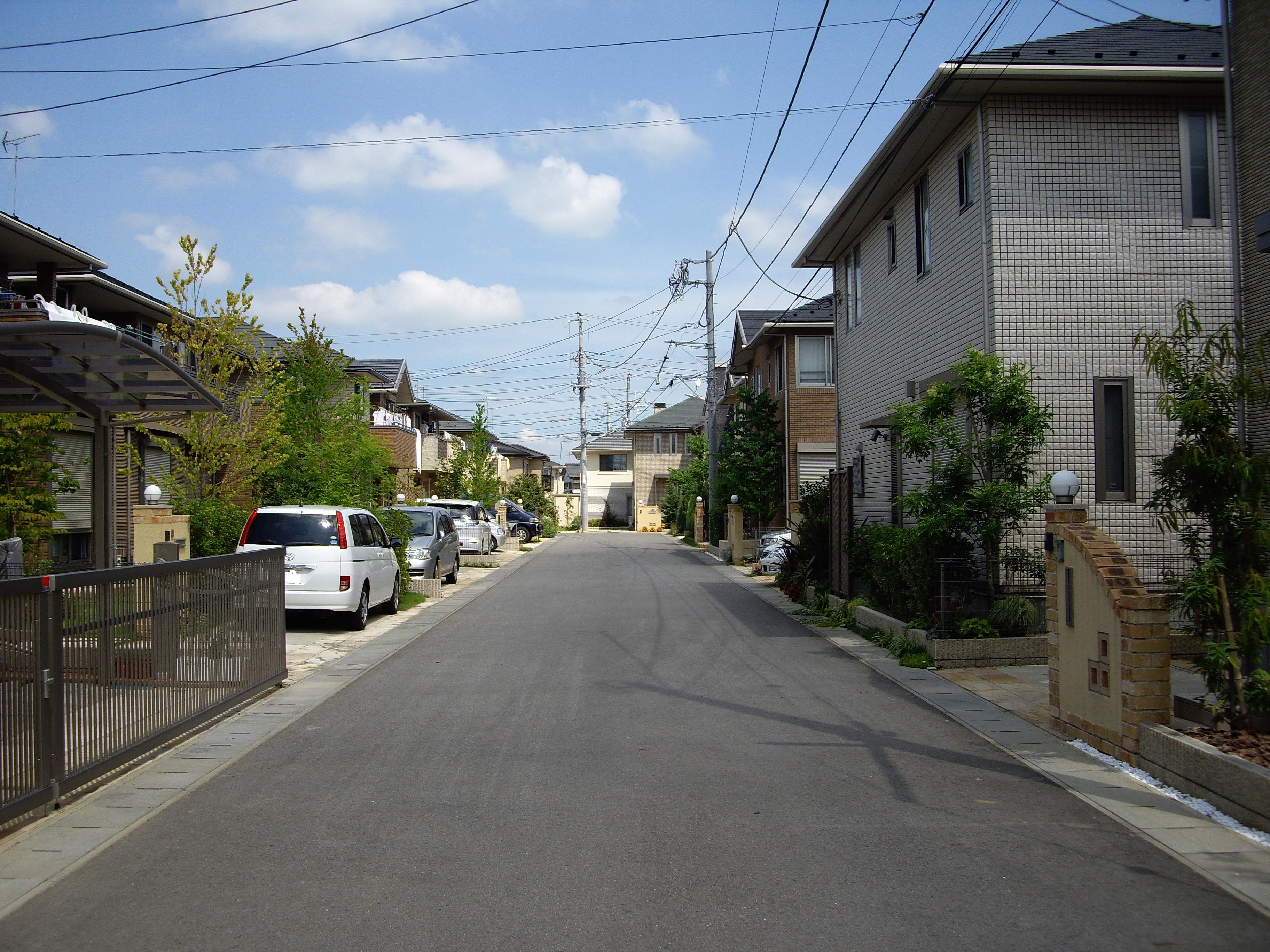
百合ケ丘三丁目

百合ケ丘（ゆりがおか）は、茨城県守谷市の町名。現行行政地名は百合ケ丘一丁目から百合ケ丘三丁目。2002年（平成14年）に守谷の一部から新設された。郵便番号は302-0110。また、明星電気守谷工場が302-0192となっていた。

## 地理
守谷市中央部に位置する。北側から一丁目、二丁目、三丁目となっており、町域内は主に住宅街となっている。二丁目と三丁目の境を首都圏新都市鉄道つくばエクスプレス・都市軸道路が通る。一丁目につくば国際大学東風小学校、二丁目に市立黒内小学校、市立守谷中学校、守谷市上下水道事務所、筑波銀行守谷支店、三丁目にイオンタウン守谷SCがある。
東は本町・中央・松並、西は大柏、南は松ケ丘、北は立沢と接している。

### 地価
住宅地の地価は、2014年（平成26年）1月1日の公示地価によれば、百合ケ丘三丁目字土塔前2661番19の地点で9万8800円/m2となっている。

## 歴史
かつては守谷の一部で、城下町守谷の西側にあたる。元は森林や農地を中心とした地域であったが、昭和期より住宅街が造成され、現在も開発が行われている。

### 地名の由来
市の花が「山百合」であることから名付けられた。
地域住民を対象としたアンケートでは、｢百合ケ丘｣の他に｢希望ケ丘｣、｢緑町｣、｢西｣、｢中央西｣、｢中央西町｣、｢四季のまち｣、｢太陽のまち｣などの名称が挙げられた。

### 沿革
- 2002年（平成14年）2月2日 守谷の一部より、守谷市百合ケ丘一丁目～三丁目を新設。

### 町名の変遷
| 実施後         | 実施年月日   | 実施前（各小字ともその一部）               |
| -------------- | ------------ | ------------------------------------------ |
| 百合ケ丘一丁目 | 2002年2月2日 | 守谷字岩・黒内・清水・大日・溜・並木       |
| 百合ケ丘二丁目 | 2002年2月2日 | 守谷字岩・黒内・清水・土塔・土塔前         |
| 百合ケ丘三丁目 | 2002年2月2日 | 守谷字上裏・清水・新山・土塔前・向原・柳作 |

## 世帯数と人口
2017年（平成29年）8月1日現在の世帯数と人口は以下の通りである。
| 丁目           | 世帯数    | 人口    |
| -------------- | --------- | ------- |
| 百合ケ丘一丁目 | 252世帯   | 666人   |
| 百合ケ丘二丁目 | 873世帯   | 2,229人 |
| 百合ケ丘三丁目 | 1,036世帯 | 2,577人 |
| 計             | 2,161世帯 | 5,472人 |

## 交通
首都圏新都市鉄道つくばエクスプレス・関東鉄道常総線守谷駅が徒歩圏である。また、守谷駅西口からの路線バス、守谷市コミュニティバス｢モコバス｣が地域内を走っている。
路線バス
地域内には｢天神｣、「守谷営業所」、｢前川製作所前｣、｢岩町東｣の4つの停留所があるが、それぞれ違う路線となっている。
| 系統                             | 主要経由地                                                           | 行先               | 運行会社 |
| -------------------------------- | -------------------------------------------------------------------- | ------------------ | -------- |
|                                  | 前川製作所前・立沢・久保ケ丘・絹の台                                 | 小絹駅             | ■関鉄    |
| 急行                             | 前川製作所前・久保ケ丘・小絹中学校・きぬの里・自然博物館入口         | 岩井バスターミナル | ■関鉄    |
| 急行                             | 前川製作所前・久保ケ丘・きぬの里・自然博物館入口・岩井バスターミナル | 猿島バスターミナル | ■関鉄    |
|                                  | 岩町東・守谷市役所・薬師台五丁目・松前台五丁目・立沢公園             | 新守谷駅           | ■関鉄    |
| 深夜                             | 岩町東・守谷市役所・薬師台五丁目・松前台五丁目・久保ケ丘             | 小絹中学校         | ■関鉄    |
|                                  | 岩町東                                                               | 守谷駅西口         | ■関鉄    |
|                                  | 前川製作所前                                                         | 守谷駅西口         | ■関鉄    |
| 循環                             | 天神・松ケ丘公園前・けやき台・ジャスコ前                             | 美園               | ■関鉄    |
|                                  | 天神・松ケ丘公園前・けやき台・ジャスコ前                             | 美園               | ■関鉄    |
|                                  | 天神                                                                 | 守谷駅東口         | ■関鉄    |
| 備考 深夜は23時以降・料金5割増。 |                                                                      |                    |          |

また、現在は廃止されたが、かつては以下のバス停留所が存在した。
- 新山（現在のモコバス｢百合ケ丘二丁目｣停留所南）

モコバス
地域内には｢百合ケ丘二丁目｣、｢天神｣、｢前川製作所前｣（左回り側バス停）、｢上下水道事務所｣、｢ロックシティ前｣の5つの停留所がある。
| 系統        | 主要経由地                                                       | 行先       | 運行会社 |
| ----------- | ---------------------------------------------------------------- | ---------- | -------- |
| Aルート(右) | 百合ケ丘二丁目・天神・守谷市役所・上下水道事務所・百合ケ丘二丁目 | 守谷駅西口 | ■関鉄    |
| Aルート(左) | 百合ケ丘二丁目・上下水道事務所・守谷市役所・天神・百合ケ丘二丁目 | 守谷駅西口 | ■関鉄    |
| Bルート(右) | ロックシティ前・南守谷駅・守谷市役所・前川製作所前               | 守谷駅西口 | ■関鉄    |
| Bルート(左) | 前川製作所前・守谷市役所・南守谷駅・ロックシティ前               | 守谷駅西口 | ■関鉄    |

## 小・中学校の学区
市立小・中学校に通う場合、学区は以下の通りとなる。
| 丁目   | 地域                         | 小学校       | 中学校     |
| ------ | ---------------------------- | ------------ | ---------- |
| 一丁目 | 全域                         | 黒内小学校   | 守谷中学校 |
| 二丁目 | 全域                         | 黒内小学校   | 守谷中学校 |
| 三丁目 | やなぎ町、高砂町、新明寮以外 | 黒内小学校   | 守谷中学校 |
| 三丁目 | やなぎ町、高砂町、新明寮     | 松ケ丘小学校 | 守谷中学校 |

## 施設
- 関東鉄道守谷営業所 - 百合ヶ丘一丁目2025番地1
- 守谷市立土塔中央保育所 - 百合ケ丘二丁目2539番地1
- つくば国際百合ケ丘保育園 - 百合ケ丘一丁目2455番地
- つくば国際大学東風小学校 - 百合ケ丘一丁目4808番地15
- 守谷市立黒内小学校 - 百合ケ丘二丁目2349番地
- 守谷市立守谷中学校 - 百合ケ丘二丁目2675番地
- 中央公民館 - 百合ケ丘二丁目2540番地1
  - 守谷中央図書館中央公民館図書室
- 土塔森林公園
- 守谷市上下水道事務所 - 百合ケ丘二丁目2734番地1
- 筑波銀行守谷支店 - 百合ケ丘二丁目2552番地4
- 長竜寺 - 百合ケ丘二丁目2555番地
- イオンタウン守谷SC - 百合ケ丘三丁目294番地1